# Яковлєв Олександр Анатолійович
Олександр Анатолійович Яковлєв (рос. Александр Анатольевич Яковлев; нар. 15 січня 1946, Москва — 19 грудня 2016, Москва) — радянський російський актор театру та кіно.

## Навчання
Закінчив Театральне училище в Горькому (Нижньому Новгороді), де його педагогами були В. Левкоїв та Голендеев. Після закінчення училища працював у театрі у Володимирі. Потім в Московському дитячому театрі (МОТЮЗ) та Обласному театрі імені М. Островського.

## Дебют у кіно
Актор першу роль у кіно зіграв у 1973 році у фільмі «Великі голодранці».
Роль колишнього штабс-капітана, організатора нападу на поїзд у фільмах Микити Михалкова «Свій серед чужих, чужий серед своїх» та «Раба любові» принесли йому популярність і любов глядачів.
Головну роль О. Яковлєв вперше зіграв у фільмі «Акванавти» (режисер Ігор Вознесенський).
Він також працював з Андрієм Кончаловським (фільм «Сибіріада»), Володимиром Наумовим, Веніамніом Дорманом. Загалом, актор у кіно зіграв 119 ролей.

## Головні ролі
У російському кіно грав в основному характерних негативних персонажів, причому діапазон цих ролей досить широкий: від офіцерів Білої армії, гестапівців, підступних отруйників, кілерів, наркобаронів, відвертих бандитів і мафіозі до адвоката з сумнівною репутацією. Етапною в цьому ряду можна назвати роль головного кілера російської мафії у французькому фільмі Патріса Леконта «Один шанс на двох», де партнерами Яковлєва були Ален Делон та Жан-Поль Бельмондо. Його бандити страшні по-справжньому, адвокати інтелігентні і переконливі, олігархи розумні і елегантні, військові красиві.
За роль Сорса у фільмі «Чоловічий сезон» О. Яковлєв отримав премію і став переможцем у номінації «Антигерой».
З 1995 рік а працював на студії «ТриТе» Микити Михалкова і продовжував активно зніматися в кіно.
Його останньою роботою в кіно став серіал «Чужа війна» режисера Олександра Черняєва.
Протягом двох років актор боровся з онкологічним захворюванням. Він помер 19 грудня в Боткінській лікарні Москви. Похорони пройдуть на Введенському кладовищі.

## Фільмографія
- 1973 — Сімнадцять миттєвостей весни —  охоронець посольства
- 1973 — Великі голодранці —  гармоніст
- 1974 — Небо зі мною —  німецький льотчик
- 1974 — Свій серед чужих, чужий серед своїх —  штабс-капітан, організатор нападу на поїзд
- 1975 — Раба любові — Саша, ревкомівець
- 1976 — Червоне і чорне — Клод, зять безансонської трактирниці
- 1977 — Любов Ярова —  Григорій
- 1977 — Транссибірський експрес —  пасажир
- 1977 — Втеча з в'язниці
- 1977 — Фронт за лінією фронту —  епізод
- 1978 — «Артем» —  делегат від робочих
- 1978 — Квартет Гварнері —  Конклінг
- 1978 — Маршал революції —  Каретников
- 1978 — Сибіріада —  воєнком
- 1979 — Син чемпіона —  тренер Олег Сергійович
- 1979 — Акванавти — Свен Болл
- 1979 — Майстер-клас від володаря
- 1980 — Сліпа куля
- 1981 — Оленяче полювання
- 1981 — Право на постріл —  старший слідчий, майор прикордонних військ КДБ
- 1981 — Дивись в обидва! —  Філін, отаман розбитої банди
- 1982 — Повернення резидента —  Фернанду Рош, капітан Іноземного легіону
- 1982 — Зірка і смерть Хоакіна Мур'єти —  ватажок рейнджерів
- 1984 — Наказано взяти живим —  Ченцов, прикордонник-кінолог з собакою Діком
- 1984 — Віра, надія, любов — Іван Тимофійович Голуб, кулак-глитай
- 1984 — Інопланетянка
- 1984 — Мідний ангел —  Вакерос, підручний наркобарона Вальдеса
- 1985 — Русь споконвічна —  Комес базилевса
- 1986 — Наш черга, хлопці! —  Звєрєв, прапорщик
- 1987 — Візит до Мінотавра — Яків Хрест, кримінальник
- 1987 — Вибір — старший сержант Шапкін, артилерист
- 1987 — Розірване коло — Лаптєв Ігор Миколайович
- 1988 — Пригоди Квентіна Дорварда, стрільця королівської гвардії — Карл, герцог Бургундський
- 1989 — Закон —  Семен Олексійович Ширяєв, звільнений зек
- 1989 — Абориген —  Юра Куйбіда, браконьєр
- 1990 — Десять років без права листування — Юра Ширяєв, адміністратор ресторану, колишній чекіст
- 1990 — Заручниця —  Григор'єв Павло Григорович, капітан-слідчий
- 1990 — Нелюдь, або в раю заборонено полювання
- 1991 — Велике золото містера Грінвуда —  Максимович
- 1991 — Кремлівські таємниці шістнадцятого століття —  дворянин Михайло Бітяговскій
- 1991 — Щури, або Нічна мафія —  рекетир
- 1991 — Втеча на край світу
- 1991 — Цар Іван Грозний —  Матвій Хом'як, опричник
- 1991 — Фірма пригод
- 1992 — Фатальні діаманти — Олексій Петрович, старший лейтенант міліції
- 1993 — Дафніс і Хлоя
- 1994 — Хагі-Траггер —  слідчий Лавриків
- 1998 — Сибірський цирульник —  Максимович
- 1998 — Один шанс на двох (Франція) —  російський кілер
- 2000 — Ніжний вік
- 2001 — Годинник без стрілок —  Сашка Бібліотекар, кілер
- 2001 — Охоронці пороку —  Герберт Фрімен
- 2003 — Наречена поштою (Mail Order Bride)
- 2004 — Багатство —  Бентлі, власник салуна
- 2005 — Мотузка з піску —  Чабан, злодій в законі
- 2005 — Загибель імперії —  капітан Лукашин
- 2005 — Замовлення — господар дачі
- 2005 — Чоловічий сезон: Оксамитова революція —  Сорс
- 2005 — Дзеркальні війни: Віддзеркалення перше —  розпеченим, керівник служби безпеки проекту «Шаблезубий»
- 2005 — Не хлібом єдиним —  начальник табору
- 2005 — Новий російський романс (Україна) — полковник ФСБ
- 2005 — Оперативний псевдонім 2. Код Повернення — Неволін Іван Ларіонович
- 2005 — Горищна історія —  епізод
- 2006 — Полювання на генія —  генерал Рубцов
- 2006 — Кат —  Антипов Станіслав Андрійович, виконавець замовлення
- 2006 — У ритмі танго —  Михайло Переверзєв
- 2006 — Російський переклад —  полковник Гріцалюк, радянський військовий радник в Південному Ємені
- 2007 — Мороз по шкірі — генерал Іван Мінчіков
- 2007 — Особисте життя доктора Селіванової —  Боровський Петро Мойсейович, педіатр
- 2007 — Диверсант. Кінець війни —  генерал-лейтенант Федоров
- 2007 — Шляховики —  Петро Ілліч Кирилов, начальник швидкісного потяга «Москва-Сочі-Москва»
- 2007 — Повернення Турецького —  Михайло Громов
- 2007 — Убити змія —  Лосєв
- 2007 — Терміново в номер (фільм «Битовуха») —  Горохів
- 2008 — Крила ангела —  Семен Ілліч, батько Жені
- 2008 — Жив-був дід —  Петро Гаврилович Кузнєцов
- 2008 — Адмірал —  віце-адмірал Непенін
- 2008 — Євлампія Романова. Слідство веде дилетант 3 —  Бєляєв
- 2009 — Пропоновані обставини —  Едуард Костянтинович Белявський (серія «Багатий спадкоємець»)
- 2009 — Дикий —  полковник
- 2009 — Золото скіфів
- 2009 — Наказано знищити! Операція: «Китайська шкатулка» —  Гаврила
- 2010 — Шляховики-2 —  Петро Ілліч Кирилов, начальник швидкісного потяга «Москва-Сочі-Москва»
- 2010 — Мережа —  Михайло Григорович Ситін
- 2010 — Земський лікар
- 2010 — Алібі на двох —  Олександр Феліксович Колючий
- 2011 — Дуель —  Олександр Семенович, батько Свєти і Жені, суддя
- 2011 — Спадкоємиця —  мер Південноморський
- 2011 — Об'єкт 11 —  Петро Олексійович Сомов
- 2011 — Молога. Російська атлантида
- 2012 — Самотній вовк —  Ігор Сергійович Дідів, генерал міліції
- 2012 — Метро — Машиніст електропоїзда
- 2012 — Закрита школа —  Микола Філатов / Карл Флейшер / полковник Фролов
- 2012 — Без свідків (37 серія) —  Віктор / Батько Сергія
- 2013 — Легенда № 17 — Всеволод Бобров
- 2013 — Шулер —  Золотий
- 2014 — Вій — Оверко.

## Нагороди
- Премія «антигерой» на VIII Міжнародному фестивалі «DetectiveFEST» (2005) за роль Сорса у фільмі "Чоловічий сезон: Оксамитова революція "(реж. Олег Степченко)